# Henry Spencer Palmer
Generaal-majoor Henry Spencer Palmer (Bangalore, 30 april 1838 – Tokio, 10 februari 1893) was een militair ingenieur en landmeter van het Britse leger, bekend om zijn werk bij de ontwikkeling van de haven van Yokohama in het Japanse rijk als buitenlands adviseur van de Japanse regering.

## Biografie
Henry Palmer werd op 30 april 1838 geboren in Bangalore, Brits-Indië; de jongste zoon van John Freke Palmer, toen majoor van de 32nd Native Infantry, Madras Army, en Jane James, een dochter van John James van Truro, Cornwall, en zus van de toenmalige genie-luitenant Henry James. Jane stierf in Bangalore op 24 mei 1838, minder dan een maand na de geboorte van Henry.
Palmer kreeg onderwijs op privéscholen in Bath in Engeland en van docenten voordat hij in januari 1856 werd toegelaten tot de Koninklijke Militaire Academie, Woolwich.
Hij werd op 20 december 1856 luitenant bij de Britse genie en studeerde een jaar aan de Genieschool in Chatham. In oktober 1858 werd hij gestationeerd in Brits-Columbia, Canada, als onderdeel van een verkenningsmissie. Naast het uitvoeren van verschillende verkenningen, legde hij paden aan, hield hij toezicht op de wegenaanleg en inspecteerde hij wegenaanleg. Hij werd geprezen om zijn inspanningen en tijdens zijn verblijf in Canada schreef hij ook artikelen over Brits-Columbia voor de Royal Geographical Society in Londen. Op 7 oktober 1863 huwde hij in New Westminster met de 15-jarige Canadese Mary Jane Pearson Wright (17 januari 1848 - 10 januari 1934), dochter van Henry Press Wright, aartsdiaken van Columbia, en Ann Nalder. Een maand later zeilden zij naar Engeland.
Van 1864 tot 1874 diende Palmer bij de Ordnance Survey of Great Britain. Palmer was niet alleen bekend als militair, maar ook als wetenschapper. Vanaf 1874 bekleedde hij verschillende posten als landmeter, civiel ingenieur en astronoom in Nieuw-Zeeland, Barbados, Hongkong en Japan. Op een gegeven moment voordat Palmer naar Japan vertrok, gingen hij en zijn vrouw uit elkaar. Zij keerde terug naar haar geboorteland Brits-Columbia, waar ze de rest van haar leven woonde.
Nadat hij in 1887 was afgezwaaid en de genie had verlaten, vestigde hij zich in Japan en vestigde hij een succesvolle civiele praktijk in Yokohama, waar hij door de Japanse regering werd ingehuurd om ontwerpen te maken voor de haven van Yokohama, de Ōsanbashi-pier daar en de drinkwatervoorziening van Yokohama. Hij maakte deze ontwerpen in concurrentie met Johannis de Rijke. Om politieke redenen werd voor het Engelse plan gekozen. Door het gebruik van slecht beton duurde de uitvoering veel langer dan gepland; het was pas klaar in 1896. Het probleem was dat de Engelse ingenieurs sterk gesteund werden door de Britse diplomatie, terwijl de Nederlanders vrijwel niet gesteund werden door hun regering. Het grote verschil tussen de ontwerpen was dat het ontwerp van De Rijke gefundeerd was op zinkstukken, vanwege de slappe bodem. Het in beton uitgevoerde ontwerp van Palmer was veel te stijf voor zo'n slappe ondergrond. Na het besluit van de Japanse regering om voor Palmers ontwerp te kiezen, volgde nog een onverkwikkelijke pennenstrijd in de kranten, waarbij de nodige functionarissen van corruptie werden beschuldigd.
Ergens rond 1890 hertrouwde hij met een Japanse vrouw, Uta Saito, met wie hij een dochter kreeg. Hij leverde ook regelmatig bijdragen aan brieven en artikelen aan de Japan Times, Japan Weekly Mail en andere kranten en tijdschriften, en was ook correspondent voor de The Times. Hij schreef verder een rijkelijk geïllustreerde reisgids voor Japan, Brieven uit het land van de rijzende zon. Een bronzen buste van Palmer werd in 1987 onthuld door het drinkwaterbedrijf van Yokohama ter herdenking van de honderdste verjaardag van de oprichting ervan. Het historisch archief van Yokohama hield datzelfde jaar ook een speciale tentoonstelling ter ere van hem.

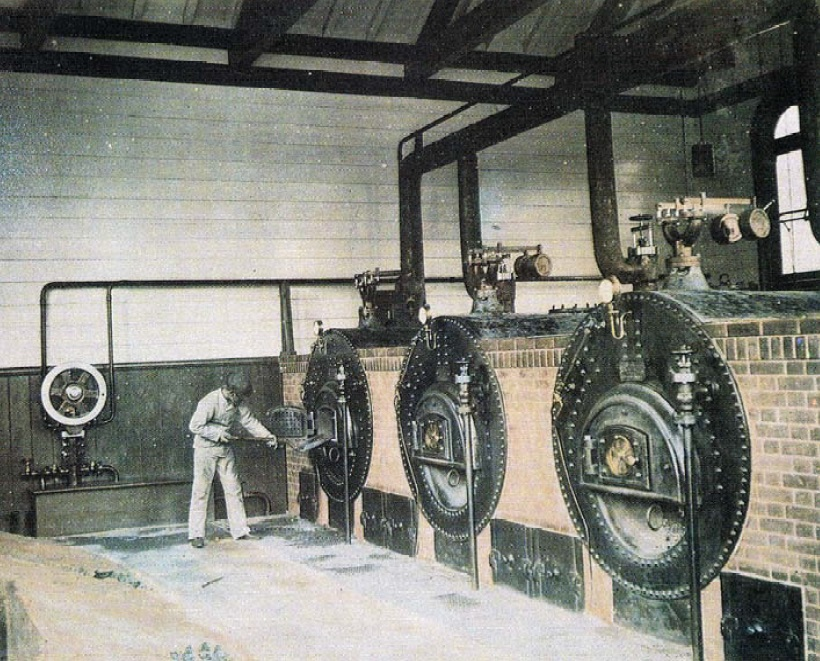
Drinkwaterbedrijf van Yokohama: stoomketels en het begin van de leiding, Mi-i-dorp, 1886-87
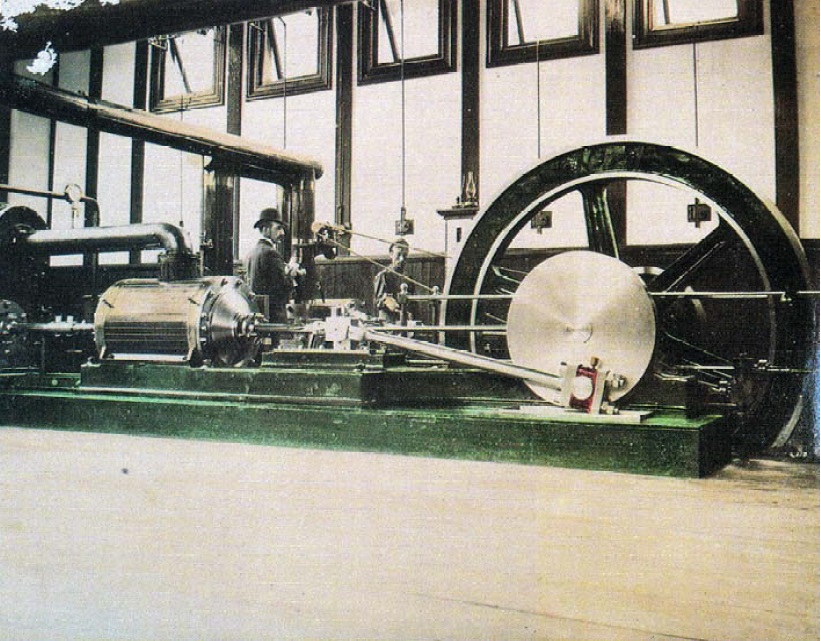
Drinkwaterbedrijf van Yokohama: pomp aan het begin van de leiding, Mi-i-dorp, 1886-87
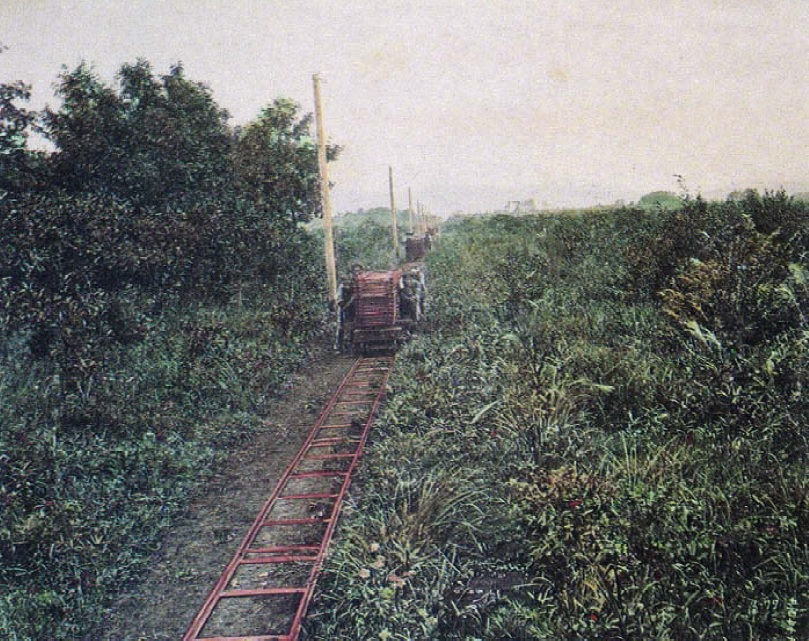
Drinkwaterbedrijf van Yokohama: ijzeren pijpleiding, Sagami-hara Tsumara-dorp, 1886-87
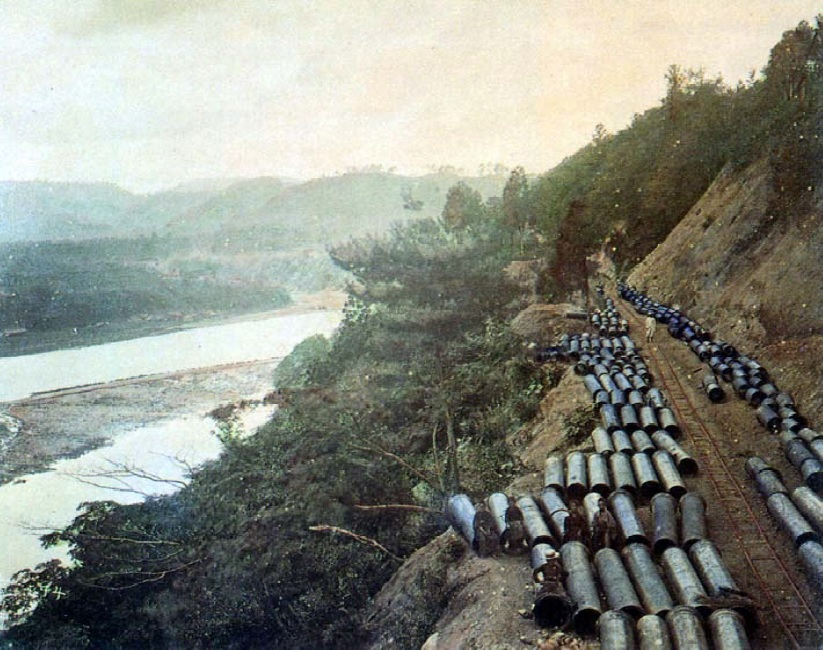
Drinkwaterbedrijf van Yokohama: ijzeren pijpleiding, Kawajiri-dorp, 1886-87
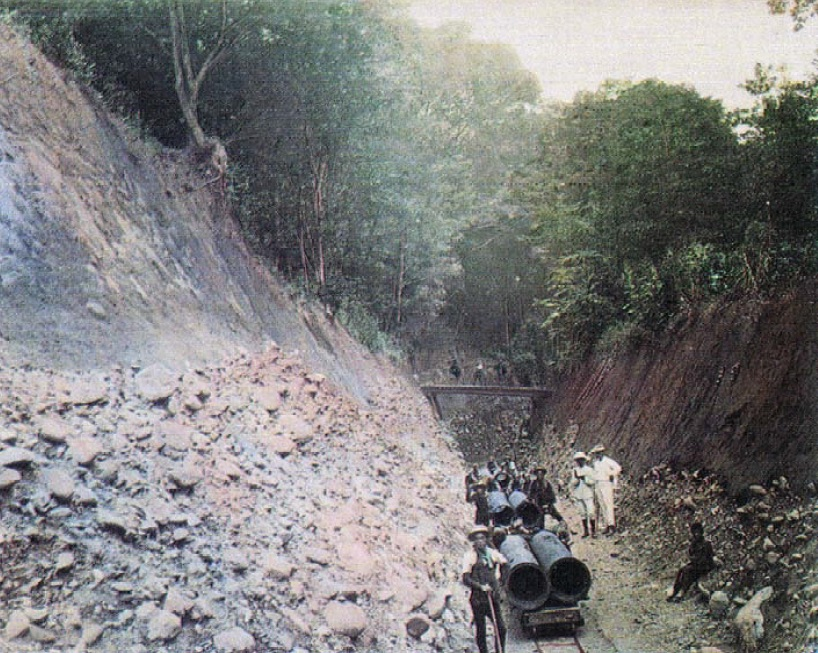
Drinkwaterbedrijf van Yokohama: ijzeren pijpleiding, 1886-87
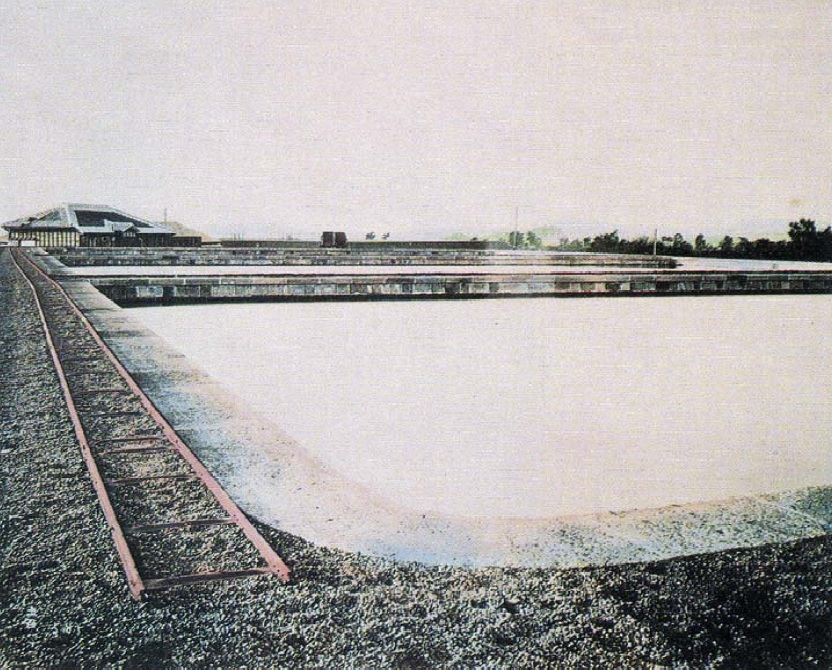
Drinkwaterbedrijf van Yokohamas: filterbedden bij Nogeyama, 1886-87
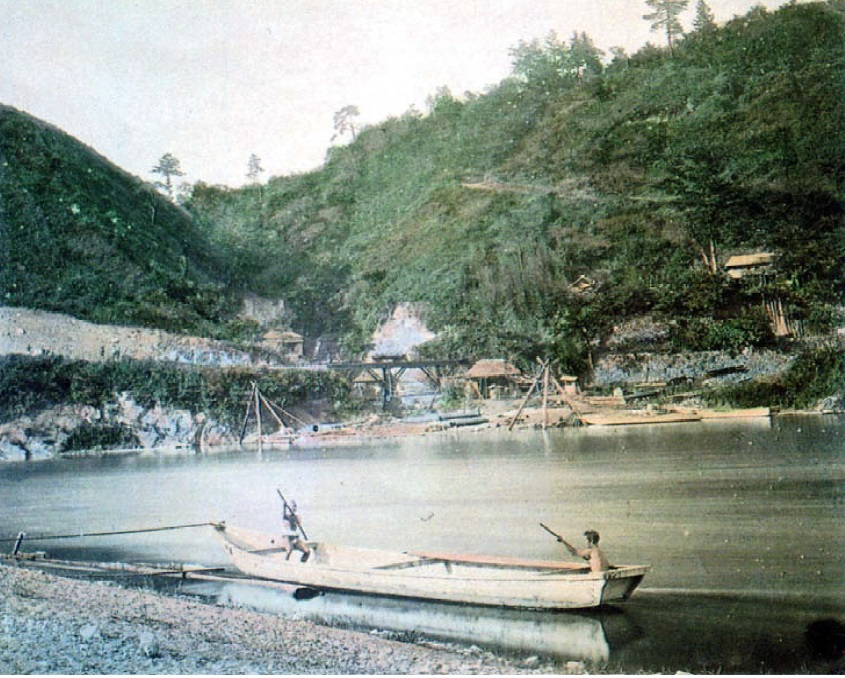
Drinkwaterbedrijf van Yokohama: veer bij Ogurano, 1886-87
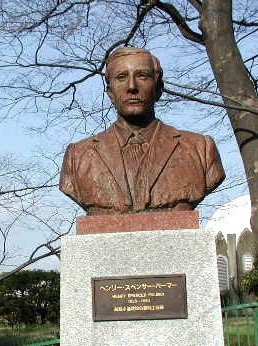
Een bronzen borstbeeld van Palmer, Nogeyama Park, Yokohama

## Publicaties
- Palmer, Henry Spencer (1873). The Ordnance Survey of the Kingdom; Its Objects, Mode of Execution, History, and Present Condition. Edward Stanford, London.
- Palmer, Henry Spencer (1875). The State of the Surveys in New Zealand, (Correspondence Relative to, and Report by Major Palmer on.). Appendix to the Journals of the House of Representatives (1875 Session I, H-01).
- Palmer, Henry Spencer (1876). Telegraphic Differences of Longitude, (Reports on, Between Various Places in New Zealand.). Appendix to the Journals of the House of Representatives (1876 Session I, H-06).
- Palmer, Henry Spencer (1876). On Recent American Determinations of Geographical Positions in the West Indies and Central America. Monthly Notices of the Royal Astronomical Society 36 (7, May 1876): 300–305 (Royal Astronomical Society: London).
- Palmer, Henry Spencer (1878). Sinai: From the Fourth Egyptian Dynasty to the Present Day. Society for Promoting Christian Knowledge.
- Airy, George Biddell, Tupman, George Lyon, Browne, Charles Orde, Neate, Charles Burnaby, Perry, Stephen Joseph (1881). Account of Observations of the Transit of Venus, 1874, December 8: Made Under the Authority of the British Government: and of the Reduction of the Observations. H.M. Stationery Office, London, "Part V. Expedition to New Zealand Under Major H. S. Palmer, Royal Engineers".
- Palmer, Henry Spencer (1894). Letters from the Land of the Rising Sun. "Japan Mail" Office, Yokohama.